# Osječani Donji
Osječani Donji (en serbe cyrillique : Осјечани Доњи) est un village de Bosnie-Herzégovine. Il est situé sur le territoire de la ville de Doboj et dans la république serbe de Bosnie. Selon les premiers résultats du recensement bosnien de 2013, il compte 748 habitants.

## Géographie
Le village est situé sur la rive droite de la Bosna, un affluent droit de la Save.

## Démographie

### Évolution historique de la population dans la localité
| 1948 | 1953 | 1961  | 1971 | 1981 | 1991 | 2013 |
| ---- | ---- | ----- | ---- | ---- | ---- | ---- |
| -    | -    | 1 099 | 969  | 807  | 821  | 748  |

|  |

### Communauté locale
En 1991, Osječani Donji faisait partie de la communauté locale d'Osječani qui comptait 2 080 habitants, répartis de la manière suivante :